# Limonia taurica
Limonia taurica är en tvåvingeart som först beskrevs av Gabriel Strobl 1895.  Limonia taurica ingår i släktet Limonia och familjen småharkrankar. Inga underarter finns listade i Catalogue of Life.